# NGC 7807
NGC 7807 este o galaxie situată în constelația Balena. A fost descoperită în 1886 de către Ormond Stone⁠(d).